# Szent Dunstan
Szent Dunstan (Wessex, 909 körül – Canterbury, 988. május 19.) püspök, egyházreformátor, a vikingek okozta erkölcsi és kulturális rombolás utáni helyreállítás kiemelkedő alakja.

## Élete

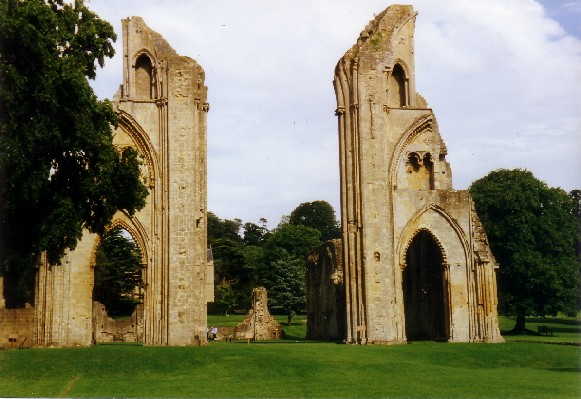
A glastonburyi apátsági templom romjai

Előkelő családban született, rokonságban volt a wessexi királyi házzal. Rokona volt Ethelstan király is, aki egész Angliát meghódította, alattvalóitól pedig megkapta egész Britannia első uralkodójának címét. Magas színvonalú képzést kapott Glastonburyben. 923-ban nagybátyját, Wells addigi püspökét Canterbury érsekévé nevezték ki. Nagybátyja segítségével Dunstan Ethelstan udvarába került. A királyi udvar egyik papja, a későbbi Szent Elfheah pap és szerzetes volt az első angol, aki a bencések szabályzatát megújító clunyi reformmozgalomhoz csatlakozott. Elfheah-t 934-ben kinevezték Winchester püspökévé.
Dunstan hamarosan kegyvesztetté vált a királyi udvarban, ahonnan Elfheah-hoz menekült, és ennek rábeszélésre 936-ban belépett a bencés rendbe. Az egyházreform tervét előmozdította, hogy 939-ben Ethelstan meghalt, helyette testvére, a későbbi Szent Edmund lépett trónra. Edmund a kezdeti ellenérzéseit levetkőzve, egy vadászaton történt csodálatos megmenekülésének hatására támogatni kezdte az egyházreformot. Visszahívta Dunstant abból a száműzetésből, ahová még ő küldte, és Glastonbury apátjává nevezte ki. Dunstan a kolostort a cluny-i szellemben igyekezett átalakítani, az ottani szerzetesek nagy ellenállása dacára.
946-ban meggyilkolták Edmund királyt. Utódja testvére, Eadred lett, aki támogatta a szerzetesi reform terjesztését. A király Dunstannak és társainak, köztük a későbbi Szent Ethelwoldnak adományozta Abingdon kolostorát, hogy ott teljesen a megújított bencés regula szerint élhessenek. 955–959 között Eadwig király újra száműzte Dunstant, azonban 959-ben a későbbi Szent Edgar király kinevezte őt Canterbury érsekévé. A király Dunstan híveit is magas polcra emelte: 961–62-ben Szent Oswaldot Worcester, 963-ban Dunstan tanítványát, abingdoni Ethelwold apátot Winchester püspökévé nevezte ki.
970-ben a winchesteri zsinaton valamennyi angol szerzetesre és nővérre nézve kötelezővé tették a bencés regulát. 973-ban Dunstan kenhette föl Edgart angol királlyá. Dunstan Ordója, azaz Edgar koronázási rítusa, még ma is az angol koronázási szertartás alapja. Edgar 975-ös halála után a nemesség, amely magánegyházként tekintett a kolostorokra, számos apátot és szerzetest elűzött, és 978-ban megölte Edgar fiát, a későbbi Szent Eduárdot, és helyére Ethelredet tették meg királynak. Ethelred Dunstan hatására jóvátételt nyújtott azoknak a kolostoroknak, amelyekkel szemben uralkodása kezdetén jogtalanul járt el.
Dunstan 988. május 19-én halt meg, papjai körében.

## Érdekesség

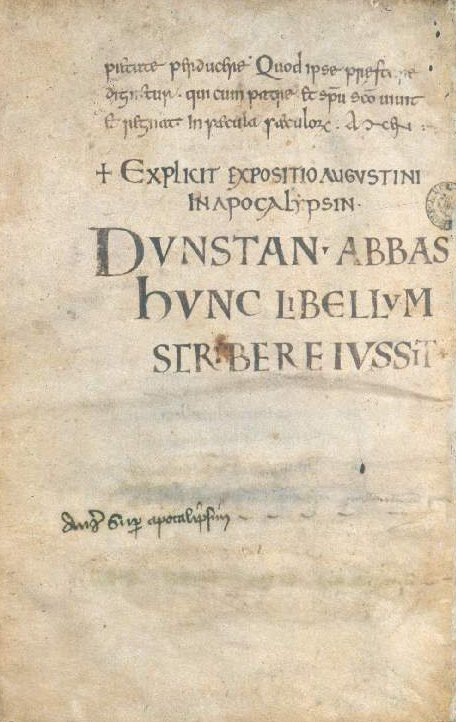
Teológiai kézirat Glastonbury Apátságából: Dunstan apát rendelte el e könyv megírását

Szent Dunstan igen művelt, és a műveltség terjesztésére sokat adó apát volt. A Glastonbury és Canterbury scriptoriumokból számos, általa rendelt könyv került ki. Ezen túlmenően nagy ügyességet tanúsított a különböző kézművesmunkák terén is, ami miatt ő az aranyművesek, lakatosmesterek és ékszerészek védőszentje. Kortárs ellenfelei gyakran vádolták boszorkánysággal, és az ördöggel való összejátszással.
Erkölcsi tekintélyéről és szigoráról árulkodik legendája, amely szerint híres ördögűző volt: egy alkalommal harapófogóval tépte ki az ördögöt egy emberből, máskor pedig az orránál fogva ejtette foglyul a gonoszt. Egy másik legenda szerint megpatkolta a Sátánt, és csak azután volt hajlandó levenni a patkót róla, hogy az Ördög megígérte neki, nem lép be olyan helyre, ahol patkó van felfüggesztve – innen ered a patkónak szerencsehozó talizmánként való használata.